# SR Carpați

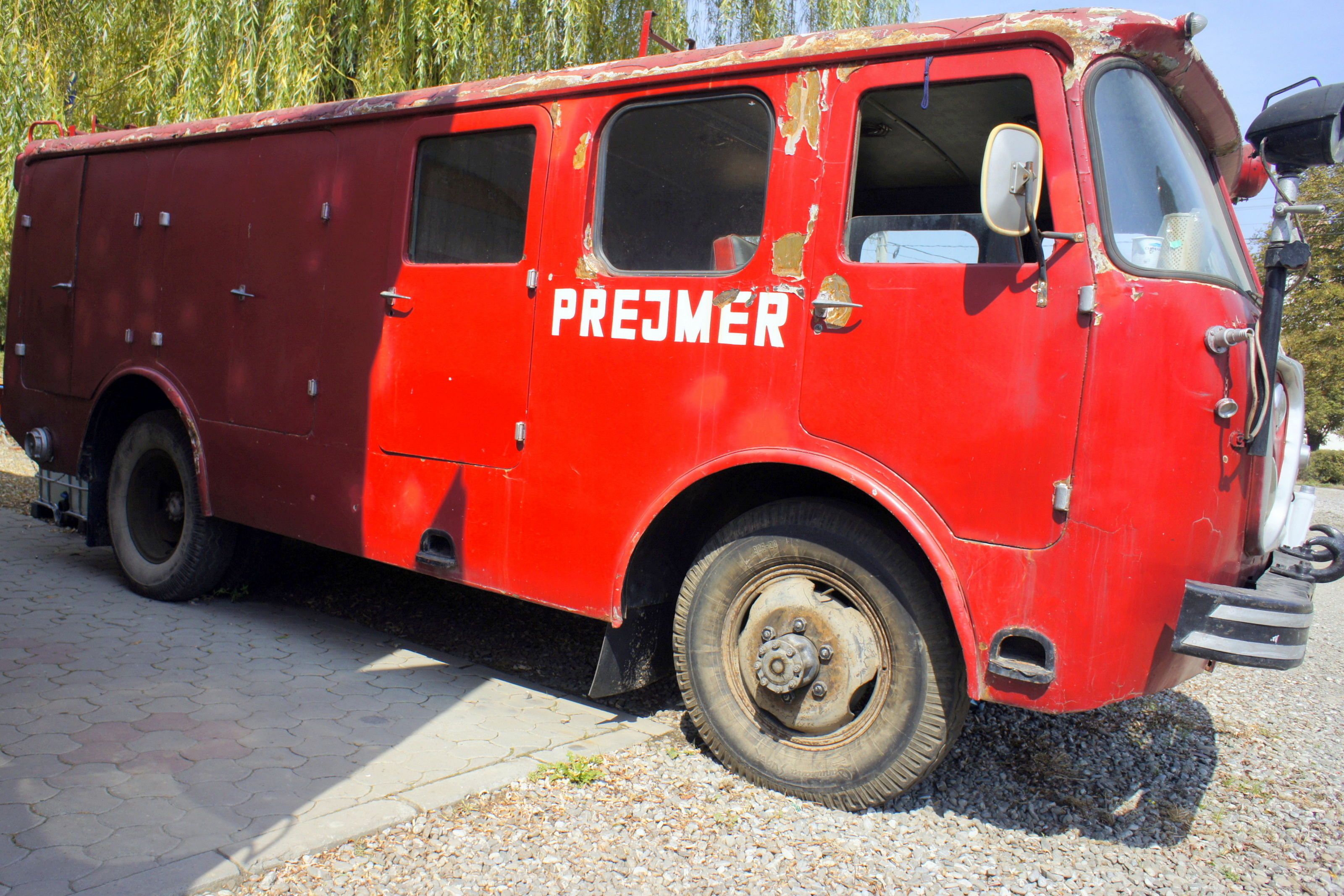
SR 132

SR 131 Carpați, sarcină utilă 3 t (4x2, axă spate cu roți duble, prinderea jantei cu 6 prezoane), a înlocuit, începând cu anul 1960 (în 1958 a început dezvoltarea noilor modele, inspirate după modelele americane, din aceeași clasă - medium-light), modelul SR-101, produs începând cu anul 1954 la Uzinele "Steagul Roșu" din Brașov, România. Cabina acestor modele a fost proiectată de francezii de la Chausson Plant, motorul fiind un V8, benzină, dezvoltat pe baza unei licențe Ford Y-block, de 5025 cm3, 140 CP, cutie de viteze cu 4 trepte, treptele 2, 3 și 4 fiind sincronizate.
În paralel cu modelul SR 131 Carpați, din anul 1962, a intrat în fabricație și modelul SR 132 Carpați, sarcină utilă 2,5 t (4x4, osie spate cu roți simple, prinderea jantei cu 6 prezoane, cutie de transfer cu 2 trepte nesincronizate, fără diferențial central).

## Caracteristici
- Motor tip SR-211 8 cilindri în V la 90°, pe benzină
- Capacitate: 5025 cm3
- Alezaj/Cursă: 97/85 mm
- Raport compresie: 6.7:1
- Putere maximă: 140CP/3600rpm
- Cuplu maxim: 320Nm/2100 - 2500 rpm
- Greutate motor: 344 kg
- Distribuție: OHV, ax cu came în bloc acționat prin pinioane de către arborele cotit